# Sara Berasaluce
Sara Berasaluce Duque (Vitoria, 1992) es una artista-fotógrafa y comisaria alavesa.

## Biografía
Sara Berasaluce Duque nace en el año 1992 y actualmente reside en Vitoria. Es graduada en Arte por la Universidad del País Vasco (UPV), Máster en Educación Artística en Instituciones Culturales y Sociales y Máster en Formación de Profesorado de ESO, Bachillerato, FP y Enseñanzas de Idiomas, con la especialidad de Artes Plásticas y Visuales en la UCM. Especializada en fotografía artística, se centra en proyectos artísticos relacionados con el archivo y la memoria. Su vida laboral transcurre como educadora artística y gestora de actividades educativas en varios museos nacionales como en ARTIUM, Centro-Museo Vasco de Arte Contemporáneo de Vitoria, Museo del Traje y Museo Cerralbo de la Comunidad de Madrid. En 2020 le otorgaron la Beca Gondra Barandiarán en el Departamento de Educación del Museo de Bellas Artes de Bilbao además de gestionar el certamen Gazte Klik Klak 2020 y la exposición Tetrapack 2021 de Vitoria. También es comisaria de IN SITU Art Festival Archivado el 6 de diciembre de 2021 en Wayback Machine. y miembro del colectivo ARTEAN Kolektiboa.
Su trabajo artístico ha sido expuesto en varias instituciones culturales de forma individual como en el Centro Cultural Montehermoso Kulturunea, la Sala Amárica y ARTgia Sorgune & Aretoa de Vitoria. Y durante los últimos años, ha sido premiada en diferentes convocatorias artísticas nacionales e internacionales. 

## Premios y reconocimientos
- 2011 – Certamen Gazte Klik Klak, Vitoria[2][3]
- 2013 – Finalista en el 27º concurso fotográfico “Caminos de Hierro”, Madrid[4]
- 2014 – Seleccionada en la Feria fotográfica Viphoto Azoka, Vitoria[5]
- 2015 – Beca “Proyectos artísticos 2015-2016”, Centro Cultural Montehermoso Kulturunea, Vitoria[6]
- 2016 – Premio Autor Joven para la obra “Búsqueda” en la 28ª edición del concurso fotográfico Caminos de Hierro, Madrid[7]
- 2016 – Finalista en el Seminario de Fotografía y Periodismo Fundación Sta. Ma de Albarracín, Albarracín.
- 2017 – Tercer premio en el Certamen Arte Vital con su instantánea Forget, Vitoria[8]
- 2017 – Beca AliBaBa Photo Festival 2017. Residencia artística La Postiza, Murcia[9]
- 2018 – Finalista en la XVI Edición de la Beca Roberto Villagraz de EFTI, Centro Internacional de Fotografía y Cine, Madrid[10]
- 2018 – Seleccionada en el XIV Concurso Fotográfico FotoARTE 2018, Vitoria[11]
- 2018 – Beca EmART Showroom 2018. ARTgia sorgune & aretoa, Vitoria.[12]
- 2018 – Finalista en la III Edición de BAFFEST, Festival de Fotografía de Barakaldo-ko Argazki Jaialdia, Barakaldo.[13]
- 2018 – Finalista en la Beca LENS de Fotografía 2018, LENS Escuela de Artes Visuales, Madrid.
- 2018 – Finalista en el 29º concurso fotográfico “Caminos de Hierro”, Madrid.
- 2019 – Primer Premio del 10.º concurso “Ideas Vivas”. Ayuntamiento de Parla, Madrid.
- 2020 – Finalista en la Beca Emplea Cultura de la Fundación Banco Santander, Madrid.
- 2020 – Finalista en el 30.º concurso fotográfico “Caminos de Hierro”, Madrid.
- 2020 – Accésit en la Beca MAPA de Fotografía 2018, LENS Escuela de Artes Visuales, Madrid.
- 2020 – Premio Concurso fotográfico | Argazki lehiaketa #Zasconfinadxs. Zas Kultur, Erakusmeta Kultur Elkartea, Vitoria.
- 2020 – Accésit en la Beca TAI FOTO 2020, TAI Centro Universitario de Artes, Madrid.
- 2020 – Premio HAZIAK, Beca de Producción de Ideas Jóvenes, Ayuntamiento de Vitoria.
- 2020 – Beca Gondra Barandiarán 2020, Departamento de Educación del Museo de Bellas Artes de Bilbao, Bilbao.
- 2020 – Seleccionada en la convocatoria popular 'Volver a la calle' de Getxophoto Festival - ¡A La Calle! / 14.º ed., Getxo.
- 2020 – Accésit en Inmersiones Vitoria 2020, Concurso de recetas "Cuestiones domésticas". Zas Kultur, Erakusmeta Kultur Elkartea, Vitoria.
- 2020 – Premio 50.º Aniversario de la Facultad de BBAA de Leioa • 50 ARTE EDERRAK - 50 URTE EDERRAK•. UPV/EHU, Bilbao.
- 2020 – Finalista del Concurso Internacional de Fotografía Alliance Française de Madrid y EFTI 2020. Centro Internacional de Fotografía y Cine, Madrid.
- 2021 – Primer premio del Concurso Anual de la Comisión de Igualdad del Museo de Bellas Artes de Bilbao - Bilboko Arte Ederren Museoa, Bilbao.
- 2021 – Beca de residencia artística ESTIBA. Zorrotzaurre Art Work in Progress, ZAWP, Bilbao.
- 2021 – Seleccionada en la Convocatoria Arte Non-Nahi. Asociación Moving Artists, Ayuntamiento de Bilbao, Bilbao.
- 2021 – Exposiciones exteriores del Festival de Fotografía VIPHOTO 2021. Sociedad Fotográfica Alavesa, Vitoria.
- 2021 – Festival de Arte Iturfest VII Arte Jaialdia. Colectivo ANTespacio, Ayuntamiento de Bilbao, Bilbao.
- 2021 – Ayuda Eremuak - convocatoria continua. Gobierno Vasco - Eusko Jaularitza. Tabakalera, Centro Internacional de Cultura Contemporánea, Donostia.
- 2022 – Seleccionada en la Bienal de Mujeres en las Artes Visuales 2022. Ministerio de Cultura y Deporte, Madrid.
- 2022 – VI Edición de BAFFEST, Festival de Mujeres Fotógrafas con sede en Barakaldo (Bizkaia). Barakaldo.
- 2022 – Premio del Certamen Arte Vital 2022 con su fotografía Era eso, Vitoria.
- 2022 – Premio 1er Certamen Artista Visual Joven 2022, Ayuntamiento de Deva, Guipúzcoa.